# 7624 Gluck
7624 Gluck eller 1251 T-1 är en asteroid i huvudbältet som upptäcktes den 25 mars 1971 av den nederländsk-amerikanske astronomen Tom Gehrels och det nederländska astronomparet Ingrid van Houten-Groeneveld och Cornelis Johannes van Houten vid Palomarobservatoriet. Den är uppkallad efter den tyske tonsättaren Christoph Willibald Gluck.
Asteroiden har en diameter på ungefär 8 kilometer och den tillhör asteroidgruppen Eos.